# Тайла Вінн
Тайла Вінн (англ. Tyla Wynn, справжнє ім'я Ненсі Лі Спенсер (англ. Nancy Leigh Spencer); нар. 16 жовтня 1982 року, Лаббок, штат Техас, США) — американська порноакторка.

## Біографія
Народилася 16 жовтня 1982 р. в м. Лаббок, штат Техас, США. В дитинстві переїхала в Ланкастер, штат Каліфорнія.

### Порноіндустрія
Перша порнографічна сцена з Вінн — сцена фут-фетишу з Дженніфер Лув.
Знявшись у понад 230 сценах анального сексу, не може нормально випорожнюватися, тому мусить щодня стимулювати кишечник за допомогою клізми.
Коментуючи нагороду AVN 2006 року, Вінн сказала, що їй нелегко згадати сцену, за яку вона отримала нагороду, — вона знялася приблизно в 150 фільмах протягом року.
Станом на 2020 знялася в 490 порнофільмах.

## Премії
- 2005: AVN Award — Best All-Girl Sex Scene, Video, The Violation of Audrey Hollander (разом з Одрі Голландер, Ешлі Блу і Келлі Кляйн)[6]
- 2005: XRCO Award — найкраща лесбійська сцена, The Violation of Audrey Hollander [7]
- 2006: AVN Award — найкраща сцена тріолізму[8]